# Тукан жовтоокий
Тукан жовтоокий (Aulacorhynchus coeruleicinctis) — вид дятлоподібних птахів родини туканових (Ramphastidae).

## Поширення
Вид поширений в Болівії та Перу. Його природним середовищем існування є субтропічні або тропічні вологі гірські ліси.

## Опис
Птах середнього розміру, завдовжки 38–43 см, вагою 173—257 г. Має переважно зелене оперення тіла, трохи темніше на верхній стороні тіла, а груди і хвіст блідіші за решту оперення. Помітна біла смужка проходить над оком до потилиці. Через око проходить чорна смуга. Ділянка нижче ока та горло білого кольору з блакитними краями. Синій колір особливо інтенсивний між оком і вушними покривами. Круп та кінчик хвоста іржаво-червоні. Вузька синя смуга проходить з боків грудей над грудьми. Живіт білуватий посередині, боки зеленувато-жовті. Нижні хвостові покриви жовтувато-зелені. Дзьоб досить довгий, сірого кольору.